# Rigidoporus biokoensis
Rigidoporus biokoensis är en svampart som först beskrevs av Bres. ex Lloyd, och fick sitt nu gällande namn av Leif Ryvarden 1972. Rigidoporus biokoensis ingår i släktet Rigidoporus och familjen Meripilaceae.   Inga underarter finns listade i Catalogue of Life.